# Erich Coufal Kieswetter
Erich Coufal Kieswetter (Viena, Austria; 11 de mayo de 1926 - Guadalajara, México; 31 de enero de 2021) fue un arquitecto y académico austriaco radicado en México desde 1950.
Es uno de los siete arquitectos europeos que llegaron a Guadalajara en la década de 1950 para fundar la Escuela de Arquitectura de la Universidad de Guadalajara.

## Biografía
Nació en Viena durante la Primera República de Austria en 1926. Fue parte de los Niños Cantores de Viena y llegó a Guadalajara por primera vez en 1937 para dar un concierto en el Teatro Degollado.
Se recibió como arquitecto en la Universidad de Viena en tiempos de la Segunda Guerra Mundial, justo ahí conoció al arquitecto tapatío Ignacio Díaz Morales quien estaba contratando maestros para la incipiente Escuela de Arquitectura de la Universidad de Guadalajara.
Después de varias pláticas, llegó a Guadalajara en 1950 para impartir clases de dibujo, maquetas y composición. Se integró a las labores del despacho del arquitecto Díaz Morales y a la docencia en la Escuela de Arquitectura; impartió la cátedra de Composición y ejerció el magisterio universitario hasta 1964.
Su máxima obra fue el Teatro Experimental de Jalisco, encargada por el exgobernador de Jalisco Juan Gil Preciado a finales de la década de 1950. Por sus aportaciones a la arquitectura de Guadalajara, recibió el 2 de diciembre de 2005 el homenaje del Encuentro arpa fil 2005, en la XIX Feria Internacional del Libro de Guadalajara.
El 22 de septiembre de 2014 se inauguró en su honor en el Museo de la Ciudad la exposición “El Movimiento Moderno en Guadalajara”. Se retiró de la mayoría de sus labores profesionales, quedándose sólo como asesor en temas de diseño y construcción.
Falleció el 31 de enero del 2021 a los 94 años en Guadalajara.

## Obras destacadas
- Edificio curvo de la antigua Facultad de Derecho de la Universidad de Guadalajara (La Normal).
- Teatro Experimental de Jalisco.
- Edificio original de la Facultad de Contaduría Pública de la Universidad de Guadalajara.
- Casa de las Artesanías Jaliscienses.
- Torre Minerva.
- Edificio del Banco Industrial de Jalisco.